# Daniela Preuß

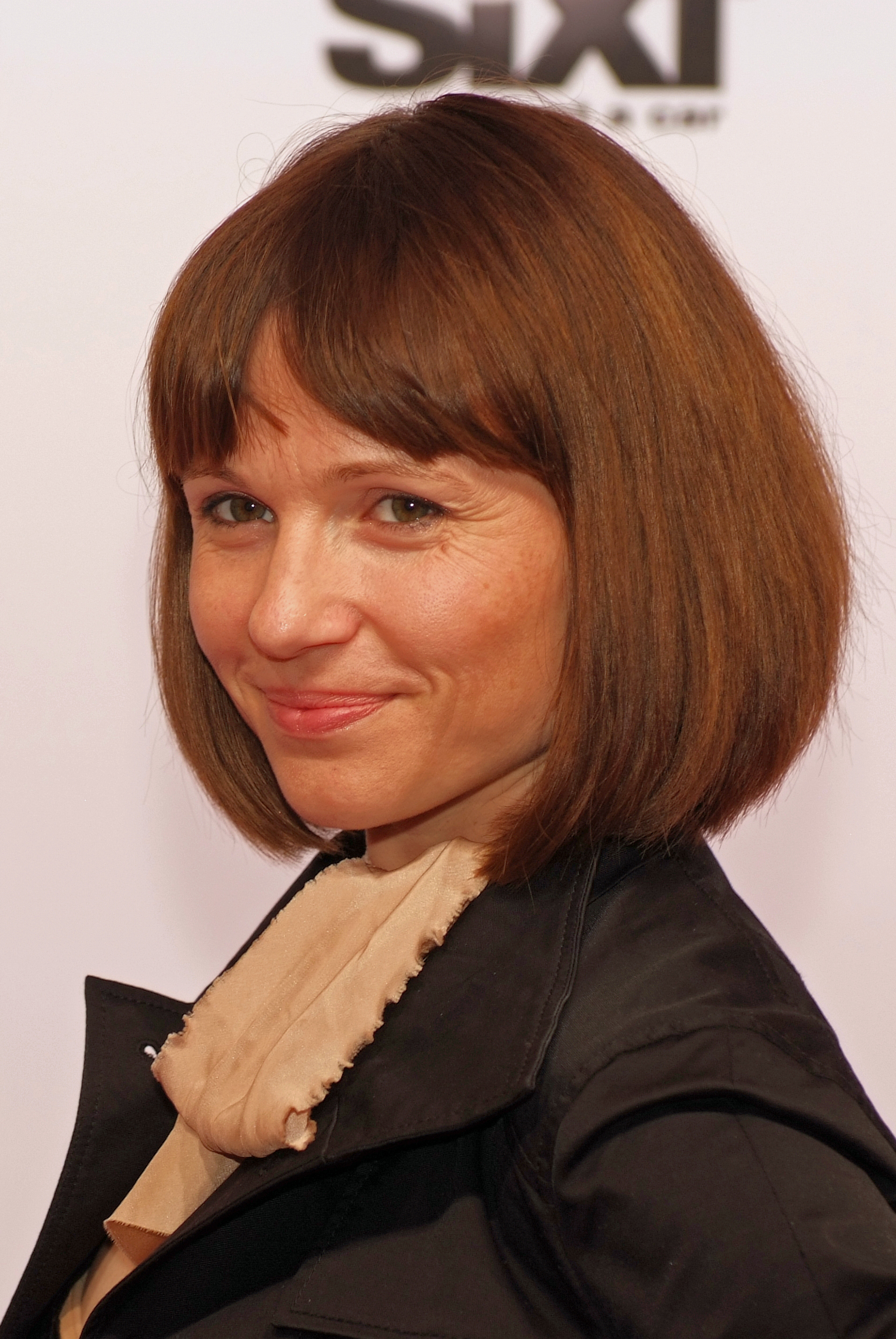
Preuß (2012)

Daniela Preuß (* 22. April 1978 in Ost-Berlin) ist eine deutsche Schauspielerin.

## Leben und Karriere
Daniela Preuß stand bereits während ihrer Schulzeit vor der Kamera und spielte in Praxis Bülowbogen und Mona M. Neben ihrem Schauspielunterricht bei Heidi Wallier nahm sie auch Gesangsunterricht. Danach besuchte sie die Fritz-Kirchhoff-Schauspielschule in Berlin und arbeitete 2006 am Sanford-Meisner-Workshop bei Mike Bernardin in London. Im selben Jahr begann sie mit Szenenarbeiten bei Sigrid Andersson.
Ihre erste größere Rolle hatte Preuß in dem Film Meine grüne Freiheit – Ein Frühling in Irland. Bis dahin und auch danach hat sie vorwiegend in kurzen Episoden verschiedener Serien mitgewirkt. So unter anderem im Tatort, in der Serie Küstenwache, Sturmfrei oder SOKO 5113. Seit 2001 ist sie verstärkt in größeren Fernsehproduktionen zu sehen. Im Film Vollidiot war sie 2007 neben dem Moderator und Comedian Oliver Pocher zu sehen. In der Serie SOKO Rhein-Main spielte sie die Rolle der Kriminalkommissarin Nina Horn. Außerdem spielte sie von 2009 bis 2011 in einigen Episoden von Anke Engelkes Sitcom Ladykracher mit.
Neben ihren Fernsehrollen spielt Preuß auch am Theater.

## Filmografie (Auswahl)
- 1997: Tatort: Schlüssel zum Mord (Fernsehreihe)
- 1998: Tatort: Berliner Weiße (Fernsehreihe)
- 1999: Praxis Bülowbogen – Das Herz einer Mutter (Fernsehserie)
- 2000: In aller Freundschaft – Julias Traum (Fernsehserie)
- 2000: Küstenwache – Gefährliche Fracht (Fernsehserie)
- 2000: Meine grüne Freiheit – Ein Frühling in Irland (Fernsehfilm)
- 2001: Die Braut meines Freundes (Fernsehfilm)
- 2001: Die Cleveren – Die Abrechnung (Fernsehserie)
- 2001: Offroad TV (Fernsehserie)
- 2002: Verdammte Gefühle (Fernsehfilm)
- 2002: Edel & Starck – Und ewig lockt – der Mann (Fernsehserie)
- 2002: Wer liebt, hat Recht (Fernsehfilm)
- 2002: Kubaner küssen besser (Fernsehfilm)
- 2003: Novaks Ultimatum (Fernsehfilm)
- 2003: SOKO Kitzbühel – Skateboard (Fernsehserie)
- 2003: Wolffs Revier – Venusfalle (Fernsehserie)
- 2003: Traumprinz in Farbe (Fernsehfilm)
- 2004: Ein Mann zum Vernaschen (Fernsehfilm)
- 2004: Ratten 2 – Sie kommen wieder! (Fernsehfilm)
- 2005: Der Ruf der Berge (Fernsehfilm)
- 2005: Ein Hund, zwei Koffer und die ganz große Liebe (Fernsehfilm)
- 2005–2007: LiebesLeben (Fernsehserie, 13 Folgen)
- 2005: Beutolomäus sucht den Weihnachtsmann (Fernsehserie)
- 2006: Rauskommen (Kurzfilm)
- 2006: Post Mortem – Notwehr (Fernsehserie)
- 2006: Die ProSieben Märchenstunde – Aschenputtel – Für eine Handvoll Tauben (Fernsehserie)
- 2006–2007: SOKO Rhein-Main (18 Episoden, Fernsehserie)
- 2006: Pastewka – Ein Tag mit Frau Bruck (Fernsehserie)
- 2007: Vollidiot
- 2008: Spiel mir das Lied und du bist tot!
- 2008: Plötzlich Papa – Einspruch abgelehnt! (acht Episoden, Fernsehserie)
- 2008: In aller Freundschaft – Folge 395: Beziehungsprüfung (Fernsehserie)
- 2009: Beutolomäus und die vergessene Weihnacht (Fernsehserie)
- 2009–2010: Ladykracher (12 Episoden, Fernsehserie)
- 2011–2013: Sturmfrei (sieben Episoden, Fernsehserie)
- 2011: SOKO Köln – Waschen, schneiden, töten
- 2011: In aller Freundschaft – Jenseits von Gut und Böse (Fernsehserie)
- 2012: Der Bergdoktor – Auszeit
- 2012: SOKO Wismar – Kalte Pizza
- 2012: Stubbe – Von Fall zu Fall – Alte Freunde
- 2015: Hilfe, ich hab meine Lehrerin geschrumpft
- 2016: In aller Freundschaft – Die jungen Ärzte – … und sie lieben sich doch (Fernsehserie)
- 2017: Triple Ex – Wer ist eigentlich Paul?
- 2017: Inga Lindström – Kochbuch der Liebe (Fernsehfilm)
- 2018: Beck is back! (Fernsehserie, eine Episode)
- 2021: Kreuzfahrt ins Glück – Hochzeitsreise nach Tirol (Fernsehreihe)
- 2022: In aller Freundschaft – Die jungen Ärzte – Lügen (Fernsehserie)